# Río Maullín
El río Maullín es emisario del lago Llanquihue y fluye en la provincia de Llanquihue, Región de Los Lagos. Nace en el extremo suroccidental del citado lago, en la ciudad de Llanquihue, y luego de recorrer 85 km en dirección este-oeste desemboca en forma de estuario en la bahía Maullín, del golfo Coronados, en el océano Pacífico.
Esta cuenca es solo una de las cuencas incluidas en el registro cuencas e islas entre río Bueno y río Puelo del inventario de cuencas de Chile.

## Trayecto
El curso superior del río Maullín es tortuoso y corre en terreno más bien plano, en un lecho pendiente y profundo de 60 a 100 m de ancho. El curso medio, a 45 km de su nacimiento, se ve interrumpido por un salto de 1,5 m que obstaculiza la navegación. Resulta así que el Maullín es navegable por botes hasta Puerto Toledo, caserío situado en la ribera sur y a 35 km de la boca.
Al salto ya mencionado sigue, por unos 25 km, un cauce uniforme de 50 a 60 m de ancho, entre campos planos y bosques, pero hacia abajo el cauce se ensancha a 200 y hasta 600 m, conservando una profundidad media de 3 m.
Se origina en el extremo suroccidental del lago Llanquihue en un punto próximo a la estación ferroviaria de la ciudad de Llanquihue, y luego de recorrer 85 km en dirección este-oeste desemboca en forma de estuario en la bahía Maullín, del golfo Coronados. 
Durante su trayecto recibe varios afluentes menores: por la ribera norte, el Calabozo que recoge aguas desde Frutillar; el Negro y el estero La Tranca, los ríos Gato, Chaqueigua, Gómez, entre otros. Cerca de su desembocadura, el río Quenuir descarga sus aguas por la ribera norte, formando en esa zona meandros y grandes pantanos.

## Caudal y régimen
Este es un río de régimen pluvial y su caudal mensual promedio varía entre 60 y 100 m³/s, como muestra el diagrama de la derecha.

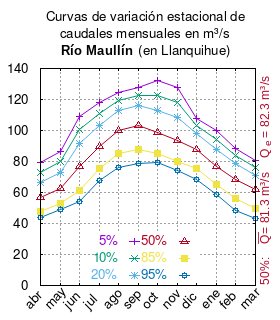
Curvas de variación estacional del río Maullín en Llanquihue.

El caudal del río (en un lugar fijo) varía en el tiempo, por lo que existen varias formas de representarlo. Una de ellas son las curvas de variación estacional que, tras largos periodos de mediciones, predicen estadísticamente el caudal mínimo que lleva el río con una probabilidad dada, llamada probabilidad de excedencia. La curva de color rojo ocre (con {\displaystyle {\color {Red}\vartriangle }}) muestra los caudales mensuales con probabilidad de excedencia de un 50%. Esto quiere decir que ese mes se han medido igual cantidad de caudales mayores que caudales menores a esa cantidad. Eso es la mediana (estadística), que se denota Qe, de la serie de caudales de ese mes. La media (estadística) es el promedio matemático de los caudales de ese mes y se denota {\displaystyle {\overline {Q}}}. 
Una vez calculados para cada mes, ambos valores son calculados para todo el año y pueden ser leídos en la columna vertical al lado derecho del diagrama. El significado de la probabilidad de excedencia del 5% es que, estadísticamente, el caudal es mayor solo una vez cada 20 años, el de 10% una vez cada 10 años, el de 20% una vez cada 5 años, el de 85% quince veces cada 16 años y la de 95% diecisiete veces cada 18 años. Dicho de otra forma, el 5% es el caudal de años extremadamente lluviosos, el 95% es el caudal de años extremadamente secos. De la estación de las crecidas puede deducirse si el caudal depende de las lluvias (mayo-julio) o del derretimiento de las nieves (septiembre-enero).

## Historia
En la cuenca del río Maullín se encuentra Monte Verde, un sitio arqueológico que ha demostrado el poblamiento de América ya desde por lo menos de 14500 años.
El río Maullín fue reconocido en febrero de 1558 por la expedición de García Hurtado de Mendoza, donde de acuerdo al cronista Pedro Mariño de Lobeira, fue identificado por el nombre indígena de Purailla. Durante este reconocimiento también se identificó su origen en el Lago Llanquihue y se realizó una exploración de su curso superior, donde se encontraron canoas indígenas.
Luego de la revuelta mapuche que da origen a la destrucción de las siete ciudades, en torno al año 1600 los españoles desisten de poblar el interior de la provincia de Llanquihue, por lo que la posterior colonización hispana del río Maullín se origina desde la costa a partir de la fundación del fuerte Carelmapu cerca de 1603, y de la centinela de Maullín en la ribera del río (c. 1620). En los años siguientes, desde estas villas costeras los españoles realizarían sucesivas malocas contra los huilliches, por lo que progresivamente esta zona comienza a ser abandonada y a fines del siglo XVIII es considerada despoblada.
Durante las campañas de Chiloé y, en particular, entre 1820 y 1824, el río Maullín se convirtió en la frontera de facto entre las tropas realistas del archipiélago y las fuerzas independentistas chilenas. Esta frontera solo cayó luego de la conquista de Carelmapu y Maullín por parte del Ejército de Chile el 29 de marzo de 1824.
En el mapa n° 54 de Claudio Gay, de 1836, el río figura bajo el nombre  río del Peñón.: Mapa 4 
En tiempos republicanos, la primera exploración de carácter científico, dirigida por los oficiales Francisco Hudson y Francisco Vidal Gormaz, se realizó entre 1856 y 1857 por la Armada de Chile que, además de describir detalladamente su flora, fauna y características hidrográficas, hizo la primera navegación conocida al salto del río junto con su representación gráfica. De acuerdo al relato de esta exploración, la población de Maullín y sus alrededores compartía características típicas de la cultura de la zona de Chiloé, tales como la creencia en brujos y animales fantásticos, por ejemplo, en el Camahueto, al que suponían residiendo en el salto del río. Asimismo, la expedición dio cuenta de la abundancia de restos líticos indígenas enterrados bajo la capa de vegetación de la zona, lo que se atribuyó al antiguo despoblamiento huilliche en tiempos coloniales.
A diferencia de la población "aguas abajo" de origen colonial y de cultura chilota, la zona cercana al desagüe del lago Llanquihue comenzó a ser poblada por colonos alemanes a partir de 1852, dando origen a los actuales pueblos de Llanquihue y Nueva Braunau.
De acuerdo a autores como Renato Cárdenas y Rodolfo Urbina, producto de su historia de poblamiento en tiempos coloniales, el río Maullín constituye la frontera norte de la cultura de Chiloé.
Francisco Solano Asta-Buruaga y Cienfuegos  escribió en 1899 en su obra póstuma Diccionario Geográfico de la República de Chile sobre el río:
Maullín (Río).-—Curso caudaloso de agua que tiene origen en el extremo sudoeste del lago de Llanquihue por los 41° 16' Lat. y 72° 59' Lon. y 52 metros sobre el nivel del Pacífico, en el que desemboca bajo los 41° 36' Lat. y 73° 40' Lon. Baña principalmente el departamento de Carelmapu. Corre de allí al través de terrenos selvosos y algo planos por un lecho pendiente y profundo en dirección al SO. y vuelta al NO., formando una mediana cascada llamada el Salto, por los 41° 38' Lat. y 73° 10' Lon. Sigue después hacia el O., con varios recodos y con menos corriente de la que traía hasta la isla de Ortuzar, donde termina la ascensión de la marea; continuando de aquí con un curso pando, dividido en brazos, como el de Guarne y otros cortos que forman varias vistosas islas y bancos someros, pero que conservan canal para navegarlo por embarcaciones de poco calado en una extensión de 40 á 45 kilómetros desde su boca hasta el expresado Salto. Su salida al Pacífico se halla entre los morros de Godoy al N. y del Amortajado al S., formando dentro una ensenada ó gran ría en cuya margen austral se encuentra la villa de su nombre ó de Maullín. Las riberas de este río son en general de terrenos cultivables y abundan en excelentes maderas. Sus más notables afluentes son, desde su boca arriba: por la derecha, el Quenuir, Puelpún, Ostiones y el Oscuro del Salto, y por la izquierda, el de San Pedro Nolasco, Cariquilda, Peñol, Olmopulli, Gómez y Río Negro. Fué conocido por primera vez en su parte superior por el Gobernador Valdivia; véase lago de Llanquihue, y hasta esta misma parte llegó la expedición del Gobernador Don García Hurtado de Mendoza en la que iba Ercilla, autor de La Araucana, donde este tocó con el «hondo y veloz desaguadero» que pasó en una «angosta piragua» el 28 de febrero de 1558; volviendo luego á atravesarlo después de haber dejado, á media milla de su margen sur, escrito en la corteza de un gran árbol la octava conmemorativa de ese paso, que reproduce en su poema. El nombre de Maullín es inmutación de mau y de lliuñ, y significa salto de agua ó cascada de lluvia.